# Телемагазин

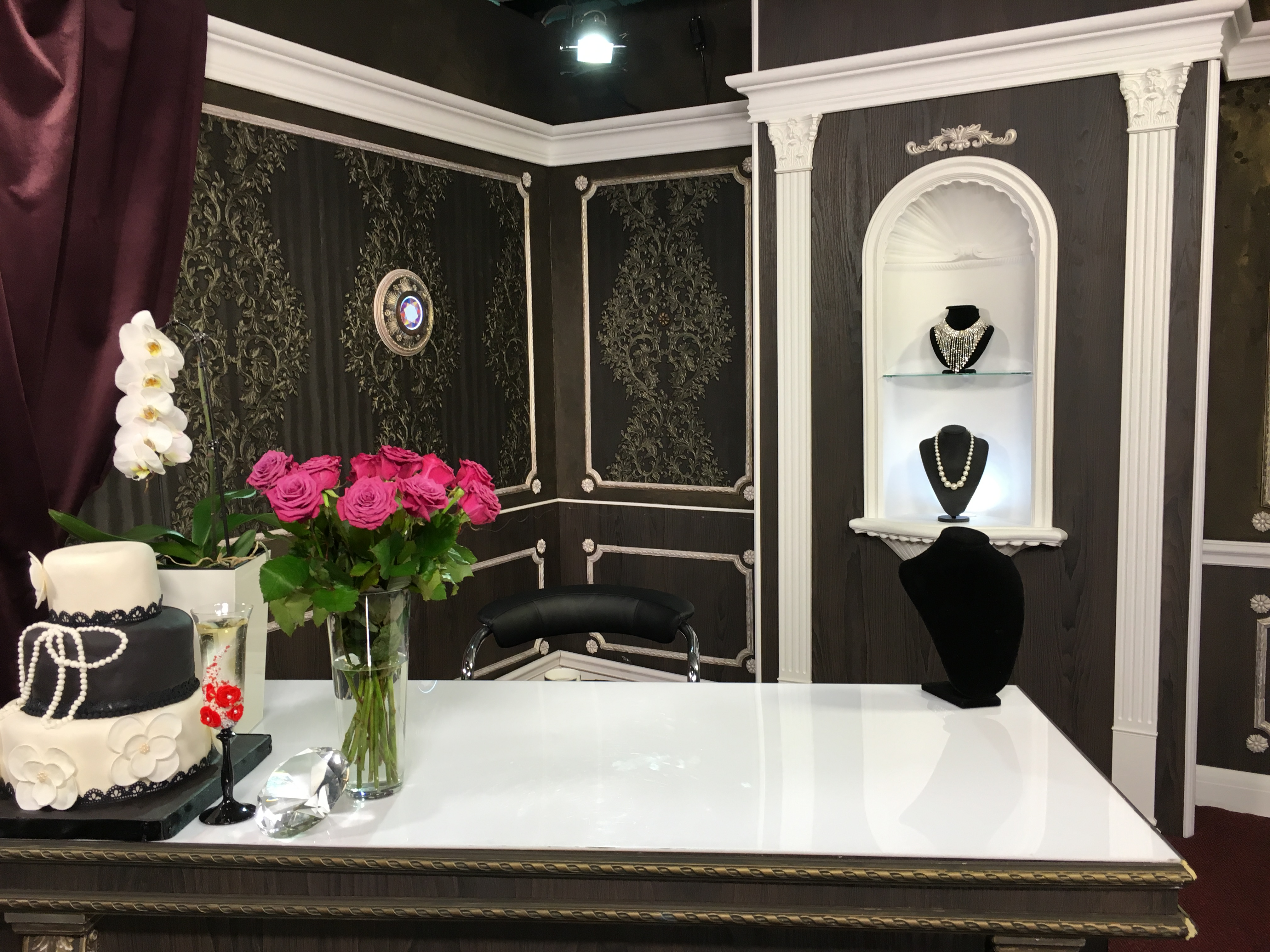
Студія українського ювелірного телесалону ТЮСО, 2015 рік

Телевізійний магазин (телемагазин, «магазин на дивані») — телепередача, де глядачеві демонструються товари різного сегменту споживання з можливістю здійснення покупки вдома. Телемагазин здійснює показ товару, способи його застосування, властивості пропонованих торгових позицій, їх вартість і номер телефону продавця. Телемагазини заслужили високу популярність, за нижчі ніж у роздрібній торгівлі ціни, можливість замовити товар, який сподобався в будь-який час по телефону, не виходячи з дому, отримати більш детальну експертну консультацію від продавця.
Під телемагазини можуть відводитися окремі канали телебачення або години ефіру на вже існуючих ефірних каналах. Вони можуть працювати цілодобово або в певний час.
За оцінкою експертів, найпопулярнішими товарами в асортименті телемагазинів є товари для краси і збірники музики.

## Історія
У 1984 році, у США, Федеральна Комісія Зв'язку дала дозвіл на мовлення рекламних роликів тривалістю довше 120 секунд. Це було пов'язано з політикою Рональда Рейгана по дерегуляції телеіндустрії. У той час, кабельні телеканали тільки починали займати своє місце в медійній сітці Америки, що відкрило величезний потенціал для розвитку телебачення в локальних масштабах.
Первинний успіх спровокував появу сотні нових ефірних станцій, які здійснюють мовлення різних телевізійних шоу на локальному та федеральному рівні. Обличчями молодих телеканалів стали відомі американцям релігійні діячі та знаменитості другого ешелону. «Вибух» індустрії кабельного ТБ унаслідок викликав дві проблеми: багато молодих каналів стали йти «на дно», так як розміщення реклами не давало прибутку і навіть не компенсувало витрат на мовлення, а нічні та ранкові години ефіру приносили лише збитки.
Кризовий стан індустрії кабельного телебачення призвів до того, що власники каналів стали пропонувати свої рекламні площі за низькою вартістю, сподіваючись отримати хоча б мінімальний прибуток. Підприємці почали викуповувати непіковий ефірний час (вночі і рано вранці) і створювати низькобюджетні рекламні ролики, що копіювали звичні глядачеві телепередачі.
Успіх такої стратегії просування товарів і послуг спровокував зростання величезної кількості телепрограм подібного формату. Бум бажаючих вести свій бізнес саме у форматі телемагазину був настільки величезний, що власники телеканалів були змушені підвищити вартість, раніше непопулярного рекламного часу, майже в 10 разів.
Досить скоро в індустрії телемагазинів почали з'являтися свої суперзірки. Однією з них стала Джейн Фонда, якій вдалося стати одночасно особою золотої епохи телемагазинів і фітнес-відео. Безліч популярних в американських глядачів роликів з її участю, були переведені для південноамериканської і європейської аудиторії, де їм вдалося завоювати не меншу популярність, ніж у США.
У країнах СНД такі магазини почали з'являтися на початку 90-х років. Спочатку телемагазини з'явилися на платних метрових телеканалах, а пізніше вже і на дециметрових. В основному відбувалася трансляція зарубіжної реклами товарів. Модель існування формату була абсолютно аналогічна американській — від самих роликів до структури продажів всього магазину.
Згодом мовлення телемагазинів адаптували під потреби пострадянського ринку. Героями оригінальних національних роликів стали зірки естради та кіно. Це позитивно позначилося на подальшому розвитку телемагазинів — аудиторія стала більш лояльною до показаному і сказаного, внаслідок чого зріс купівельний інтерес до товарів, які частіше за все, було неможливо купити у звичайних магазинах.

## Переваги
Незважаючи на спочатку сформувалося упередження щодо телемагазинів, формат існує вже більше 30 років і йому вдалося роздобути безліч позитивних відгуків про свою роботу. За статистикою, 3 з 10 американців зробили як мінімум одну покупку в телемагазині за рік.
Головними перевагами для покупця є ексклюзивність товару і його низька вартість. Але ще існує ряд переваг, завдяки яким сфера телепродажу досі показує досить високі показники серед інших видів телереклами:
- всебічна демонстрація дозволяє показати об'єктивні переваги та недоліки продукту;
- презентація способів використання продукту допомагає налаштувати глядача на усвідомлену покупку, що в слідстві веде до позитивних відгуків від покупців і мінімального відсотку повернення;
- регулярні акції дозволяють реалізувати в максимально короткі терміни велика кількість товару за найвигіднішою для покупця ціною;
- гарантія на який надається продукт і можливість повернення дають покупцеві можливість прийняти найбільш зважене рішення про покупку і впевненість у її якості.

## Формат мовлення
Телемагазини при створенні медіаконтенту за замовчуванням орієнтуються на популярні у глядача ТБ-формати. Готовий продукт може ставитися до категорії розважальних програм, інформаційних, емоційно-забарвлених так і поєднувати все їх ознаки одночасно. Протягом свого існування, телемагазин було перепробувано безліч форматів мовлення, для досягнення максимального відгуку аудиторії: в різні епохи розвитку даного ТВ-жанру, творці реалізували свої ідеї у вигляді телеаукціоні і шоу «домашнього» шопінгу.
Дані формати згодом довели свою непродуктивність і тим самим дали шлях для більш звичних глядачеві форматів телемагазинів як ток-шоу або шоу демонстрації.
На даний момент в індустрії телемагазинів використовуються такі формати як шоу-демонстрація, тривалі сюжетні ролики, документ-шоу, бренд-шоу і ток-шоу. Кожен з форматів користується високою глядацької популярністю, при цьому демонструючи як очевидні переваги, так і недоліки.
| Формат             | Що з себе являє | Переваги | Недоліки | Продукти, які ефективно реалізуються в межах даного формату                                                                                   |
| ------------------ | --- | --- | --- | --- |
| Демонстраційне шоу | Висуває на перший план застосування продукту                                                                          | Глядач бачить практичне застосування продукту, у форматі розважальної передачі.                             | Призначена для користувача популярність сильно залежна від роботи ведучого, не ефективний для реалізації роздрібних брендів                                                        | Предмети домашнього вжитку, аксесуари, техніка                                                                                                |
| Сюжетна реклама    | Вигадана історія, що апелює до емоцій                                                                                 | Якісний візуальний ряд, цікавий для глядача сюжет                                                           | Непрогнозований ризик низької ефективності | Ефективно для роздрібних торгових марок, де імідж — одна з найважливіших складових успіху                                                     |
| Документальне шоу  | Випуск новин / документальна передача                                                                                 | Інформація лаконічна, сприяє більш високому позиціонуванню продукту                                         | Великі витрати за часом і фінансів при виробництві. Мінімум розважальної інформації                                                                                                | Продукція високого цінового сегмента |
| Бренд-шоу          | Демонстраційний формат, мотивуючий зробити покупку по телефону, в Інтернеті або роздрібної мережі конкретної компанії | Можливість представити продукт з роздрібних мереж аудиторії, яка звикла робити покупку в телефонному режимі | Ризик зниження рівня продажів, якщо продукт одночасно представлений і на ТБ і в роздрібній мережі. Можливі конфлікти між замовником і виробником реклами щодо презентації продукту | Запуск нового продукту для роздрібної мережі або розширення каналу поширення для вже існуючих. Використовується великими роздрібними мережами |
| Ток-шоу            | Аудиторія розмовляє про певний продукт або послугу                                                                    | Низький бюджет                                                                                              | Для утримання інтересу телеглядачів, всі сюжетні ходи повинні бути розписані з високим професіоналізмом                                                                            | Продукти з можливістю внесення особистих змін і бізнес-схеми для «чайників»                                                                   |

## Дослідження ефективності
Неодноразово були проведені дослідження реакції споживача на формат «рекламного шоу». Томом Ежді та Бреттом А. С. Мартіном було доведено, що покупець, при перегляді рекламного шоу відчуває ті ж реакції, що і перед здійсненням запланованої покупки. Мартін, Бімі та Ейджі так само вивчили вплив змісту контенту рекламного шоу на споживача. Ґрунтуючись на опитуванні 878 осіб, що здійснили покупку з телемагазину, було з'ясовано що найефективніше на покупку глядача мотивують експертні коментарі, відгуки та демонстрація пропонованого товару.

## Цікаві факти
- Впливові бренди  Apple,[6], Microsoft, Thermos-Grill[7]) використовували рекламні шоу для встановлення більш близького зв'язку з покупцем і поширення поглибленої історії продукту. Брендами обирається стратегія уникнення атрибутів «посмішки» традиційних рекламних шоу для створення більш вигідного уявлення про продукт, бренд і споживача. Компанія Apple відмовилася від використання рекламних шоу в 1997 році, з поверненням Стіва Джобса до управління компанією.